# 어머님은 내 며느리
《어머님은 내 며느리》는 2015년 6월 22일부터 같은 해 12월 31일까지 방영되었던 SBS 아침연속극이었다.

## 기획 의도
운명의 소용돌이 속에서 뒤바뀐 고부 사이, 며느리로 전락한 시어머니와 그 위에 시어머니로 군림하게 된 며느리가 펼치는 관계 역전의 드라마

## 등장인물

### 주요 인물
- 김혜리(추경숙) : 죽은 정수&수경 어머니, 현주 시어머니 → 조카며느리, 봉주의 아내, 동우의 친할머니 → 형수, 용의 의붓어머니, 문탁의 손주며느리, 염순의 올케언니.
- 심이영(유현주) : 미자 딸, 경숙의 며느리 → 시외숙모, 수경 올케언니 → 숙모할머니, 염순의 조카며느리, 죽은 정수의 전처 → 성태의 아내, 동우 ,시은 엄마, 재용의 여동생, 캔디의 고모, 은혜의 시누이, 문탁과 영선의 며느리, 봉주의 외숙모, 멜사의 마케팅 직원 → 과장->이사
- 김정현(장성태 / 양성태) : 죽은 율의 아빠, 미연의 전남편 → 현주의 연인이자 약혼자 → 남편, 동우의 새아빠, 시은 아빠, 봉주의 외삼촌 → 아버지, 경숙의 시숙부 재용의 매제이자 캔디의 고모부, 미자의 사위, 문탁과 영선의 친아들.

### 경숙네
- 이용준(김정수) : (†)경숙 아들이자 수경 오빠, 현주의 전남편이자 동우의 친아빠, 재용의 전 매제이자 캔디의 전 고모부, 염순의 큰조카, 은혜의 전 시매부이자 미자의 전 사위, 팔에 화상을 입은 자신의 어머니인 경숙에게 정신 팔려서 성태의 아들인 율을 죽게 만든 장본인, 의사, 현주의 임신소식 듣고 현주가 먹고 싶은 자몽을 사러 차를 운전해서 가다가 트럭에 치여서 교통사고가 나서 응급실에 실려갔으나 결국 사망.
- 문보령(김수경) : 경숙의 딸이자 봉주의 의붓딸, 죽은 정수의 여동생이자 현주의 시누이, 염순의 작은조카이자 동우의 고모, 경민의 연인.
- 오영실(김염순) : 경숙의 손아래 시누이, 죽은 정수, 수경의 고모이자 동우의 고모할머니, 현주의 시고모. 정배 연인

### 현주네
- 권재희(서미자) : 재용&현주의 어머니, 은혜의 시어머니이자 고인이 된 정수의 전 장모 → 성태의 장모, 캔디의 친할머니이자 동우의 외할머니.
- 최성호(유재용) : 은혜의 남편이자 현주의 오빠, 죽은 정수의 전 손윗처남 → 성태의 손윗처남, 미자의 아들, 캔디의 아빠이자 동우, 시은 의 외삼촌.
- 이진아(강은혜) : 미자의 며느리, 재용의 아내이자 캔디의 엄마, 현주의 올케언니, 동우, 시은 의 외숙모, 죽은 정수의 전 손윗처남댁 → 성태의 손윗처남댁.
- 고나희 → 이유주(유캔디) : 재용과 은혜의 딸이자 미자의 친손녀, 현주의 조카, 죽은 정수의 전 처조카 → 성태의 처조카, 동우의 외사촌누나 이자 시은의 외사촌 언니
- 손장우
- 장동우 → 양동우(김동우) : 성태의 의붓아들이자 현주 하고 고인이 된 정수의 친아들, 경숙의 친손자 → 시동생, 재용의 외조카이자 수경의 친조카, 염순의 중손자이자 미자의 외손자, 은혜의 시조카, 봉주의 의붓손자 → 사촌동생, 문탁과 영선의 의붓손자, 캔디의 고종사촌 남동생. 시은 의 이부 오빠
- 장율 : (†)성태&미연 아들, 문탁과 영선의 친손자. 배가 아파서 병원에 실려갔으나 죽은 정수에 의해 수술시기를 놓쳐서 결국 사망.

### 성태네
- 한미숙(고영선) : 성태 어머니, 미연의 전 시어머니 → 현주의 시어머니, 죽은 율의 친할머니이자 문탁의 전처, 동우의 의붓할머니. 시은 의 할머니
- 김나미(서미연) : 성태의 전처이자 죽은 율의 엄마, 문탁과 영선의 전 며느리.
- 강서준(백창석) : 성태의 부하직원이자 을희의 연인 → 남편.

### 루루 코스메틱
- 권성덕(양문탁) : 봉주의 외할아버지이자 성태의 생부, 영선의 전남편, 동우의 의붓할아버지이자 죽은 율의 친할아버지, 미연의 전 시아버지 → 현주의 시아버지, 경숙의 시외할아버지, 시은 의 할아버지 루루 코스메틱 회장.
- 이한위(박봉주) : 경숙의 남편이자 수경의 새아버지, 문탁의 외손자이자 성태의 외조카 → 아들, 현주의 의붓시아버지 → 시조카, 동우의 의붓할아버지 → 사촌형, 용의 아버지.
- 김태영(임정배 실장) : 루루 코스메틱 양문탁 회장의 비서실장, 염순의 연인.

### 멜사 화장품
- 이선호(주경민) : 현주를짝사랑하던 부사장님 → 수경의 연인(착한사람인지속아서), 멜사의 부사장.
- 김동균(나갑 부장) : 멜사 마케팅 부장 → 치킨집 사장 → 멜사의 마케팅 직원.
- 성창훈(송우식 과장 역 - 멜사 마케팅 과장 → 부장.
- 한지안(전을희) : 멜사의 마케팅 막내 직원이자 현주의 절친, 창석 연인 → 아내.
- 조은빛(조경) : 멜사의 마케팅 직원이자 현주의 든든한 지원군, 영국 연인 → 아내.

### 그 외 인물
- 김나영(임정옥)
- 정근(남영국) : 조경의 연인 → 남편, 봉주의 절친한 후배.
- 원근희(추경숙 오빠) : 죽은 정수하고 수경 외삼촌이자 봉주 손윗처남.
- 원종례(주경민 어머니)
- 송민서(정선아)
- 고미영(임미정) : 봉주 전부인이자 용이 친엄마.
- 홍승범(부장)
- 나재균
- 박봄(장시은/ 양시은 ):성태&현주 딸이자,동우 의 이복 동생 , 문탁 영선 손녀 ,미자 외손녀 , 재용 은혜 조카 캔디의 외사촌 동생
- 홍동영(용이) : 미정&봉주 친아들이자 경숙 의붓아들.
- 이아진

### 특별 출연
- 이용녀(무속인)
- 윤현진(뉴스 앵커)

## 수상
- 2015 SBS 연기대상 일일극부문 남자 특별연기상 이한위

## 결방 사유 및 연장(2015)
- 10월 21일 : 2015 FIFA U-17 월드컵 조별예선 2차전 대한민국 VS 기니 중계방송으로 인해 결방[2]
- 10월 29일 : 2015 FIFA U-17 월드컵 16강전 대한민국 VS 벨기에 중계 방송으로 인해 결방[3]
- 11월 4일 : 창사 25주년 특별기획 제 13차 미래한국리포트 방송으로 인해 결방[4]
- 어머님은 내 며느리 방영 분량이 120부작에서 16회 연장되어 136부작으로 변경 및 확정되었다.